# Stropharia
Stropharia (Fr.) Quél., Mémoires de la Société d'Émulation de Montbéliard, 2e Série 5: 141 (1872), è un genere di funghi con un distinto anello presente intorno al gambo.
Appartenenti a questa famiglia troviamo la più famosa Stropharia rugosoannulata commestibile e la Stropharia aeruginosa di incerta commestibilità.

## Descrizione del genere
Cappello
Il colore del cappello cambia a seconda della specie, variando dal giallo al marrone al blu. Il cappello presenta anche una cuticola ben distinta.
Gambo
Solitamente di un colore più chiaro rispetto al cappello, presenta un anello, caratteristica che ha dato il nome alla famiglia.
Lamelle
Adnate, grigiastre, con cistidi variabili provvisti di inclusioni rifrangenti in ammoniaca e colorabili in blu cotone.
Spore
Bruno-violaceo-porpora, lisce, con un poro germinativo distinto e spesso con cistidi.
Commestibilità delle specie
Le specie di cui è certa la commestibilità sono la Stropharia rugosoannulata e la Stropharia coronilla, coltivate in numerosi paesi, soprattutto in Germania dove la Stropharia rugosoannulata viene intensamente coltivata. In Puglia queste specie vengono consumate e commercializzate sott'olio con l'appellativo volgare di "castagnoli".
Tutte le altre specie sono da considerarsi non eduli, sospette, velenose oppure mediocri o scadenti commestibili.

## Specie di Stropharia
La specie tipo è Stropharia aeruginosa (Curtis) Quél. (1872), altre specie sono:
- Stropharia aurantiaca (Cooke) M. Imai
- Stropharia caerulea Kreisel
- Stropharia coronilla (Bull. ex DC.) Quél. (1872) [as 'coronillus']
- Stropharia cyanea (Bolt. ex Secr.) Tuomikoski
- Stropharia lepiotiformis (Cooke & Massee) Sacc. (1891) [as 'lepiotæformis']
- Stropharia melasperma (Bull. ex FR.) Quel.
- Stropharia rugosoannulata Farl. ex Murrill (1922)
- Stropharia semiglobata sensu Massee (1899) [1898]
- Stropharia semiorbicularis

## Etimologia
Dal latino stróphium = fascia pettorale, riferito all'anello presente intorno al gambo.